# Brandon Randolph
Brandon Randolph (Yonkers, 2 settembre 1997) è un cestista statunitense.